# Alexeter obscuricolor
Alexeter obscuricolor är en stekelart som beskrevs av Heinrich 1953. Alexeter obscuricolor ingår i släktet Alexeter och familjen brokparasitsteklar. Inga underarter finns listade i Catalogue of Life.